# Finansparken Bjergsted
Der Finansparken Bjergsted, deutsch in etwa Finanzpark Bergstadt, ist der Hauptsitz der norwegischen Bank SpareBank 1 SR-Bank. Das 2019 fertiggestellte Gebäude gilt als eines der größten in Holz erstellten Bürogebäude Nordeuropas.

## Architektur
Das Bürogebäude mit 650 Arbeitsplätzen ist in Hybridbauweise erstellt. Die drei Untergeschosse, die auch die Parkgarage enthalten, sind aus Stahlbeton hergestellt. Darüber sind drei bis sechs Obergeschosse in Holz aufgebaut. Das Gebäude hat einen schlanken dreieckigen Grundriss. Auf der breiten Seite ist es nur drei Stockwerke hoch, an der Spitze des Dreiecks befinden sich unter dem schräg ansteigenden Dach sechs Stockwerke. Im Innern des Gebäudes werden die Stockwerke durch imposante Holztreppen erschlossen, die sich unter einem großzügigen glasüberdecktem Atrium befinden. Die Glasfassade ist eine Pfosten-Riegel-Konstruktion von Schüco.
Die Tragkonstruktion des Gebäudes besteht aus 1100 m³ Fichten-Brettschichtholz und 600 m³ Buchen-Balken, welche die Pfeiler und Unterzüge der tragenden Skelettstruktur bilden. Weitere 1900 m³ Massivholz sind in der Fassade verbaut. Auch das 7900 m² große Dach besteht aus Holz.  
Für das Gebäude wird eine BREEAM Outstanding-Zertifizierung angestrebt.